# Mura greche di Hipponion
Le mura greche di Hipponion sono le mura ciclopiche che circondavano e proteggevano l’antica polis greca di Hipponion (oggi Vibo Valentia).

## Storia
In origine queste mura dovevano essere lunghe circa 6-7 kilometri, alte 10 metri e ad una distanza variabile tra i 25 e i 40 metri erano presenti delle torri. Le più imponenti di esse presentavano un diametro di 10 metri e raggiungevano i 15-17 metri di altezza. Oggi l’unico tratto portato alla luce misura circa 500 metri e presenta otto torri, la più alta di esse raggiunge i 4 metri di altezza. Questo tratto, ubicato nei pressi del cimitero cittadino venne descritto per la prima volta nel 1753 dai fratelli Pignatari, mentre nel 1832 Vito Capialbi pubblicò la pianta del tracciato. Gli scavi che lo portarono alla luce avvennero però tra il 1916 e il 1917 e tra il 1921 e il 1922, condotti dall’archeologo Paolo Orsi, il quale scoprì anche i basamenti di edifici e templi riconducibili alla polis greca.
In epoca contemporanea, le mura greche di Hipponion rappresentano la cinta muraria ellenica più imponente presente in Italia ed il sito archeologico potrebbe espandersi in futuro se verranno condotte nuove campagne di scavo in diverse aree della città in cui sono stati individuati altri tratti di questa fortificazione.